# Cocculina
Cocculina is een geslacht van slakken. De wetenschappelijke naam van het geslacht is voor het eerst geldig gepubliceerd in 1882 door William Healey Dall.
Dall richtte in zijn publicatie tevens de nieuwe familie Cocculinidae op, met Cocculina als voorlopig enige geslacht. Hij beschreef ook twee soorten, die verzameld waren op de diepe zeebodem aan de oostkust van de Verenigde Staten en in de Caraïben: Cocculina rathbuni en Cocculina beanii. Deze laatste soort is later in een ander geslacht ingedeeld als Fedikovella beanii.

## Soorten
Volgende soorten behoren tot dit geslacht:
- Cocculina alveolata Schepman, 1908
- Cocculina baxteri McLean, 1987
- Cocculina cingulata Schepman, 1908
- Cocculina cowani McLean, 1987
- Cocculina craigsmithi McLean, 1992
- Cocculina dalli A. E. Verrill, 1884
- Cocculina diomedae Dall, 1908
- Cocculina emsoni McLean & Harasewych, 1995
- Cocculina fenestrata Ardila & Harasewych, 2005
- Cocculina japonica Dall, 1907
- Cocculina messingi McLean & Harasewych, 1995
- Cocculina nassa Dall, 1908
- Cocculina oblonga Schepman, 1908
- Cocculina ovata Schepman, 1908
- Cocculina pacifica Kuroda & Habe, 1949
- Cocculina rathbuni Dall, 1882
- Cocculina subcompressa Schepman, 1908
- Cocculina superba Clarke, 1960
- Cocculina surugaensis Hasegawa, 1997
- Cocculina tenuitesta Hasegawa, 1997
- Cocculina tosaensis Kuroda & Habe, 1949